# Tribunj
Tribunj (olaszul: Trebocconi) falu és község Horvátországban Šibenik-Knin megyében.

## Fekvése
Šibenik központjától légvonalban 12, közúton 17 km-re nyugatra, Dalmácia középső részén, Vodice nyugati szomszédságában fekszik. Különlegessége a fekvése, mely szerint a település nagyobb része a kontinensen, míg kisebb része, a történelmi településmag egy félszigeten fekszik, melyet csak egy keskeny töltés köt össze a többi részével. Ezen a félszigeten találhatók a legfontosabb közintézmények a községháza, a turisztikai iroda, a posta, a plébánia, a kultúrház és számos vendéglátóhely. A kis területen összezsúfolt házak között szűk utcácskák találhatók. A félsziget és a szárazföldi rész közötti védett kis öbölben van a kikötő. A település képéhez hozzá tartozik a szemközti két sziget, Lukovnjak és a hosszan elnyúló Logorun, melyekre innen nagyszerű kilátás nyílik. Távolabb, nyugatra Sovlje településrész irányában még két két kis szigetecske található Prišnjak és Sovljak.

## Története
A települést 1298-ban a šibeniki püspökség alapításakor említik először még „Jurjevgrad” néven 26 házzal és 167 lakossal. Akkori nevét a Szent Miklós hegyen épített középkori várról kapta, melyről 1650 körül a velencei kormányzó Leonardo Foscolo is ír, de mára csak romok láthatók a helyén. Ezen a helyen épült fel a hegy névadója a Szent Miklós templom is. A 15. században bukkan fel először a "Tribohunj" (1463) és "Tribohum" (1470) elnevezés, melyből később az olasz "Trebocconi" (1684) név keletkezett. Trebocconi tulajdonképpen a félszigeten a velenceiek által épített vár neve volt. A név jelentése három darab és ezért gyakran „3bocconi“ alakban írták le. Régen az volt az általános nézet, hogy a mai Tribunj név ebből alakult ki, de a neves horvát történész Krsto Stošić atya felhívta a figyelmet, hogy a Trebunj illetve Trebić szavak a Nap pogány ószláv istenségének elnevezéséből származnak és olyan helyet jelöltek, ahol ennek az istenségnek áldozatot mutattak be.
A település lakossága kezdetben az ivinji plébániához tartozott, de 1460-ban önálló plébániája lett. Tribunj lakossága a török támadások elől települt át az akkor még a kontinenshez csak egy kőhíddal kapcsolódó szigetecskére, melyet biztonságos falak védtek. A sok embernek azonban csak kevés terület állt rendelkezésre, ezért szűk utcácskákkal határolt, sok házból álló háztömbök alakultak ki. A török veszély megszűnésével a 18. században a lakosság mészégetéssel foglalkozott, de ahogy Alberto Fortis mondja a legtöbb meggyet Tribunjban és Vodicén  termeszették, melyet a záraiak felvásároltak és likőrt készítettek belőle. A tribunji mezők nagy része a šibeniki püspökséghez tartozott, kisebb része pedig a šibeniki községnek hozott bevételeket. Ebben az időben kezdett Tribunj a tehetős velenceieknek és a környék gazdagjainak, főként a velencei kapitányok nyararlóhelyévé válni. 1797-ben a Velencei Köztársaság megszűnésével a Habsburg Birodalom része lett. 1806-ban Napóleon csapatai foglalták el és 1813-ig francia uralom alatt állt. A várfalak még ebben az időben is megvoltak.
Napóleon bukása után ismét Habsburg uralom következett, mely az első világháború végéig tartott. Az osztrák hatóságok a vár fehér köveiből a part mentén kikötőt építettek. A helyi hatóságok a lakosság segítségével a partvédelmet építették ki, hogy a hullámok ne érhessék el a partközeli házakat. Lakói ebben az időben főként a mezőgazdaságból éltek, kitűnő bort és sok olivaolajat állítottak elő. A településnek 1857-ben 454, 1910-ben 966 lakosa volt. Alapisloláját 1902-ben létesítették a mai községháza helyén. Az I. világháború után rövid ideig az Olasz Királyság, ezután a Szerb-Horvát-Szlovén Királyság, majd Jugoszlávia része lett. 1935-ben tartották meg először a kiépített part mentén a hagyományos nagypénteki körmenetet. Lakossága 2011-ben 1536 fő volt. Bár az utóbbi évtizedekben a turizmus egyre jelentősebb bevételi forrást jelentett, Tribunjban még mindig elsősorban a halászat és az olivatermesztés képezi a lakosság fő megélhetését.

## Lakosság
| Lakosság változása | Lakosság változása | Lakosság változása | Lakosság változása | Lakosság változása | Lakosság változása | Lakosság változása | Lakosság változása | Lakosság változása | Lakosság változása | Lakosság változása | Lakosság változása | Lakosság változása | Lakosság változása | Lakosság változása | Lakosság változása |
| ------------------ | ------------------ | ------------------ | ------------------ | ------------------ | ------------------ | ------------------ | ------------------ | ------------------ | ------------------ | ------------------ | ------------------ | ------------------ | ------------------ | ------------------ | ------------------ |
| 1857               | 1869               | 1880               | 1890               | 1900               | 1910               | 1921               | 1931               | 1948               | 1953               | 1961               | 1971               | 1981               | 1991               | 2001               | 2011               |
| 454                | 498                | 542                | 674                | 817                | 966                | 1.041              | 1.076              | 1.133              | 1.195              | 1.075              | 1.223              | 1.110              | 1.333              | 1.390              | 1.536              |

## Nevezetességei
- A Kisboldogasszony templom[5] a település legrégibb temploma 1435-ben épült. Egyszerű, kis egyhajós templom, homlokzatán kereszt alakú nyílással, felette pengefalú harangtoronnyal, benne egy haranggal. Ma csak évente egyszer, szeptember 8-án tartanak benne szentmisét. Időszakonként kiállításokat rendeznek benne.[6]
- A Szent Miklós templom[7] a település belterületén az azonos nevű hegyen a régi temetőben áll. A šibeniki püspökség sematizmusa szerint Šimun Šižgorić építtette 1452-ben, de a korabeli források szerint anyagi eszközök hiányában nem épülhetett fel 1475 előtt.[6] Régen plébániatemplomként szolgált. A hegyre felvezető ösvény mentén böjti időszakban keresztutat alakítanak ki. Misét évente csak egyszer, a plébánia és a község védőszentjének Szent Miklósnak az ünnepén tartanak benne, de rendkívül szép fekvése miatt újabban egyre több pár dönt úgy, hogy a templomban rendezi esküvőjét.
- Közvetlenül a plébánia épülete mellett áll az 1732-ben épített Szűz Mária templom,[8] melyet 2002-ben megújítottak. Ma előadások, kiállítások és koncertek helyszínéül szolgál.[6]
- A Nagyboldogasszony plébániatemplomot 1883 és 1885 között építették fehér kőből. A templom a Szent Miklós-hegy lábánál a félszigettel átellenben áll.
- A Ferara-ház[9] kőből épült, építése a 17. század végére tehető. Az ajtók és ablakok felett barokk profilok találhatók. Az ereszeknél konzolos kő vízköpők láthatók. Az erkélyajtó fölött egy nyolcszögletű keretes kőlapra vésett felirat áll, amely azonban nehezen olvasható.
- A szigetet a szárazfölddel összekötő tribunji híd[10] körülbelül 24 méter hosszú és körülbelül 4 méter széles. A híd közepén a tenger felett íves boltív található. A híd törzse kötőanyag nélkül, tört kövekből épült, a híd ívét pedig habarccsal kötött, faragott kövekből rakták. A híd északi oldalán szélfogóként kőfal található, melyhez kőpadot építettek. A híd mindkét oldalán kőkonzolok vannak, rajtuk a hajók kikötéséhez használt lyukakkal.